# 陈宗胜
陈宗胜（?—?），太平天国将领，清代广西省。
陈宗胜早年参加太平军，开始被洪秀全、杨秀清封为将军。1853年二月，太平军攻克南京，陈宗胜升为指挥，之后升为检点，守天京大东门。五月，封恩赏丞相。1854年，官至秋官又副丞相，率军西征，守卫庐州，多次击败清军。后事迹不详。